# 九龍巴士63P線
九龍巴士63P線是香港一條已停辦的空調新界巴士路線，由九龍巴士（一九三三）有限公司營辦，只在星期一至六早上由洪水橋單向往荃灣地鐵站，途經藍地、屯門市中心及屯門公路。63P線於1998年6月5日投入服務，九廣西鐵通車後，此路線於2004年2月22日取消服務，由九龍巴士68A線取代。

## 歷史
63P線於1998年6月5日投入服務，於星期一至六早上由洪水橋單向開出三個班次前往荃灣地鐵站，以紓緩因青山公路沿線多條巴士路線改經大欖隧道，而造成服務不足的情況。惟因應九廣西鐵於2003年12月通車，加上此路線服務範圍和九龍巴士68A線重疊，運輸署及九巴決定在西鐵通車後第五至六周把此路線連同63M線一併取消，由延長至青衣機鐵站及加強服務後的68A線取代，相關改動於2004年2月22日起實施。

## 服務時間及班次
63P線取消服務前只於星期一至六（公眾假期除外）07:10－07:45由洪水橋開出三個班次，每15分鐘－20分鐘一班，星期日及公眾假期不設服務。

## 收費
63P線在取消服務前全程收費為$8.7，並設虎地往荃灣地鐵站$7.5，以及荃灣（荃德花園）往荃灣地鐵站$3.3之分段收費，當中12歲以下小童及65歲或以上長者設半價優惠，乘客登車時需以現金或八達通卡繳付車資，不設找贖；而每位成人乘客可免費帶同最多兩名四歲以下而且不佔座位的兒童乘車。

## 行車路線
63P線取消前途經青山公路－洪水橋段、青山公路－藍地段、藍地交匯處、屯門公路、屯發路、屯門公路及青山公路－荃灣段前往荃灣地鐵站，具體停站請參考資訊框。63P線全程行車里數約為23.9公里，全程行車時間約為45分鐘。

### 書籍
- 容偉釗. . BSI. 2002-06: 106. ISBN 9628414623 （中文（香港））.
- 容偉釗. . BSI. 2015-01: 147, 148. ISBN 9628414720 （中文（香港））.

### 其他參考資料
1. 1 2 3  . 九龍巴士（一九三三）有限公司.   [2025-08-18]. （原始内容存档于2004-02-21） （中文（香港））.
2. 1 2  . 九龍巴士（一九三三）有限公司.   [2025-08-18]. （原始内容存档于2003-10-15） （中文（香港））.
3. ↑   (新闻稿). 香港特別行政區政府新聞公報. 1998-06-09  [2025-08-15]. （原始内容存档于2008-04-06） （中文（香港））.
4. ↑   (PDF). 立法會財務委員會. 2003-03-28  [2025-08-18]. （原始内容存档 (PDF)于2019-11-03） （中文（香港））.
5. ↑   (PDF). 立法會交通事務委員會 鐵路事宜小組委員會. 2003-12  [2025-08-18]. （原始内容存档 (PDF)于2024-07-01） （中文（香港））.
6. ↑   (PDF). 運輸署. 2003-12  [2024-06-29]. （原始内容 (PDF)存档于2003-12-13） （中文（香港））.
7. ↑   (新闻稿). 九龍巴士（一九三三）有限公司. 2004-02-20  [2025-08-15]. （原始内容存档于2007-04-29） （中文（香港））.
8. ↑   (新闻稿). 香港特別行政區政府新聞公報. 2004-02-21  [2025-08-18]. （原始内容存档于2025-08-18） （中文（香港））.
9. ↑  . 運輸署.   [2025-08-15]. （原始内容存档于2003-08-31） （中文（香港））.
10. ↑   (PDF). 九龍巴士（一九三三）有限公司: 3. 2004-02-02  [2024-06-29]. （原始内容 (PDF)存档于2004-02-05） （中文（香港））.
11. ↑  . 九龍巴士（一九三三）有限公司.   [2024-06-29]. （原始内容存档于2003-12-30） （中文（香港））.
12. ↑  鄭美施.  (报告) 7–10. 香港政府憲報: B884. 2003-02-18  [2024-06-29]. 62. （原始内容存档于2024-06-29） （中文（香港））.